# Боброво (Княжицкий сельсовет)
Бобро́во (бел. Баброва) — посёлок в составе Княжицкого сельсовета Могилёвского района Могилёвской области Республики Беларусь.

## Географическое положение
Ближайшие населённые пункты: Никитиничи, Бобровичи, Прокшеничи.

## Население
- 1999 год — 9 человек
- 2010 год — 5 человек